# Vänner (musikalbum)
Vänner utkom 1974 och är ett musikalbum av den kristna gruppen Samuelsons. Albumet är inspelat i Nashville och producerat av Samuelsons och Bob MacKenzie. Rick Powell har gjort arrangemangen till sångerna.

## Låtlista

### Sida 1
1. Sprida kärlek
2. Min Jesus lever
3. He's on His Way
4. Kan du förlåta mig
5. Livet här

### Sida 2
1. Håll min arm omkring mig
2. Han gav sitt liv för mig
3. Låt mitt ljus
4. Hjälp mig (Help Me)
5. Pärleporten